# مختار الشنقیطی
مختار الشنقیطی (عربی: مختار الشنقيطي؛ زادهٔ ۲۵ مهٔ ۱۹۸۵) یک ورزشکار اهل عربستان سعودی است.
از باشگاه‌هایی که در آن بازی کرده‌است می‌توان به باشگاه فوتبال الانصار عربستان سعودی و باشگاه فوتبال الوطنی عربستان سعودی اشاره کرد.